# Neogardneria murrayana
Neogardneria es un género monotípico de orquídeas epifitas. Su única especie: Neogardneria murrayana  (Gardner ex Hook.) Schltr. ex Garay (1973), es nativa de Brasil.

## Descripción
Su rizoma es corto, los pseudobulboa se presentan robustos, son ovoides, algo comprimidos lateralmente, inicialmente envueltos en vainas basales, con dos y hasta cuatro hojas herbáceas, arbustivas, con muchas venas evidentes en la parte posterior, acanaladas en la base. La inflorescencia es racemosa, corta, erguida, basal, que surge de la axila de las vainas, teniendo en su mitad apical unas siete flores.
El flores presenta sépalos y pétalos de la misma longitud, de forma similar, carnosos, más o menos planos, arqueándose hacia delante. El labio es grueso, internamente pubescente, lobulada, lóbulo central alargado, redondeado en el ápice, con bordes enteros, presentando unas callosidades cerca de la base prominente y los lóbulos laterales muy pequeños. La columna es corta y carnosa.

## Evolución, filogenia y taxonomía
Fue propuesto por Garay basado en el material aportado por Schlechter, en Orquideología; Revista de la Sociedad Colombiana de Orquideología 8: 32,  en el año 1973. La especie tipo es Neogardneria murrayana (Gardner ex Hook.) Schlechter, antes Zygopetalum murrayanum Gardner.

## Distribución
Contiene una única especie epífita, de vez en cuando terrestre de crecimiento cespitoso, se encuentra en el bosque Atlántico de Río de Janeiro.

## Etimología
El nombre del género es un homenaje a George Gardner, un estudioso de orquídeas, que desde entonces ha recibido el prefijo neo, ya que hay ya un homónimo del género Gardner en la familia de Loganiaceae.

## Sinonimia
- Zygopetalum murrayanum Gardner ex Hook., Bot. Mag. 65: t. 3674 (1838).
- Eulophia murrayana (Gardner ex Hook.) Steud., Nomencl. Bot., ed. 2, 1: 605 (1840).
- Zygopetalum binotii De Wild., Gard. Chron., III, 1905(2): 258 (1905).
- Neogardneria binotii (De Wild.) Hoehne, Arq. Bot. Estado São Paulo, n.s., f.m., 2: 73 (1947).[1]